# Ліллегаммер
Ліллега́ммер (норв. Lillehammer) — місто в Норвегії, адміністративний центр комуни Ліллегаммер у фюльке Іннланнет, за 176 км від Осло. Населення близько 26 639 осіб.

## Географія
Ліллегаммер розташований на південь від міста Еєр, на південний схід від міста Ґеусдал і на північ від міста Йовік. Через місто проходить шосе Е6.

### Клімат
У Ліллегаммері відносно сухий континентальний клімат.
| Клімат                                     | Клімат | Клімат | Клімат | Клімат | Клімат | Клімат | Клімат | Клімат | Клімат | Клімат | Клімат | Клімат | Клімат |
| Показник                                   | Січ.   | Лют.   | Бер.   | Квіт.  | Трав.  | Черв.  | Лип.   | Серп.  | Вер.   | Жовт.  | Лист.  | Груд.  | Рік    |
| Середній максимум, °C                      | −6     | −4     | 1      | 6      | 13     | 18     | 19     | 17     | 12     | 7      | 0      | −4     | 5      |
| Середня температура, °C                    | −9     | −7,5   | −3,5   | 1,5    | 8      | 13     | 14     | 12,5   | 8      | 4      | −3     | −7     | 2,5    |
| Середній мінімум, °C                       | −12    | −11    | −8     | −3     | 3      | 8      | 9      | 8      | 4      | 1      | −6     | −10    | −1,5   |
| Норма опадів, мм                           | 46     | 35     | 40     | 37     | 58     | 77     | 89     | 90     | 86     | 85     | 68     | 50     | 761    |
| Днів з опадами                             | 16     | 13     | 13     | 11     | 14     | 16     | 18     | 17     | 16     | 16     | 16     | 16     | 182    |
| ------------------------------------------ | ------ | ------ | ------ | ------ | ------ | ------ | ------ | ------ | ------ | ------ | ------ | ------ | ------ |
| Джерело: World Weather Information Service |        |        |        |        |        |        |        |        |        |        |        |        |        |

## Історія
На території міста люди селилися ще з залізної доби. У древніх сагах місто згадується як Літлікаупангр (невелике торговельне місце) або Літлігамарр (маленький Гамар — щоб розрізняти його від міста і дієцезії Гамар). Воно також згадується як центр місцевого органу самоврядування в 1390. В 1800-х роках тут був жвавий ринок, і Ліллегаммер дістав права торговельного міста 7 серпня 1827, на той момент у його границях було 50 зареєстрованих жителів.
1973 року в Ліллегаммері ізраїльська розвідка Моссад провела операцію, помилково застреливши марокканського офіціанта, прийнявши його за учасника теракту на Мюнхенській олімпіаді, одного з лідерів терористичного угрупування «Чорний вересень» Хасана Алі Саламеха.
1994 року в Ліллегаммері проводилися Зимові Олімпійські ігри. Місто є загальновизнаним центром зимових видів спорту.
У 2011 та 2013 роках в місті знімали комедійний телесеріал «Ліллегаммер» зі Стівеном Ван Зандтом у головній ролі.

## Інфраструктура
Центр міста добре зберігся з кінця XIX століття, там зосереджені дерев'яні будови, з яких відкривається прекрасний вид на північну частину озера Мйоса і річку Логен, оточену горами. На центральній вулиці є променад, магазини, кафе і ресторани. Недалеко від центру міста розташована Академія Нансена.

## Пам'ятки
- Майгауген
- Художній музей
- Норвезький автомобільний музей
- Найстаріший у світі колісний пароплав, що плаває за розкладом; був спущений на воду в 1856
- Олімпійський трамплін